# Sylphe (1886)
Le Sylphe est un navire école de la marine nationale construit à Brest. 

## Description
Le Sylphe est une corvette mâté en trois mats carrés, lancé en 1886 à Brest.
Il est mis en service en juillet 1887 comme Corvette École de l’École Navale et de l’École des Mousses de Brest. Il sert à la formation à la navigation lors des sorties d’instruction en mer.
Il fut tour à tour l'annexe de l'Austerlitz, du Magellan, du Borda, du Châteaurenault et de la Gloire.

## Dates clé
- 8/1883 : Sylphe, ordonné et prévu comme annexe à l'Ecole Navale et l'Ecoles des Mousses à Brest
- 10/7/1887 : Armé à Brest comme annexe de l'austerlitz
- 1898 - 1912 : Annexe du Borda
- 1913 - 1914 : Désarmé, annexe du Châteaurenault puis de la Gloire
- 18/5/1921 : Condamné, il devient le Ponton N°3 à Lorient jusqu'au 3 avril 1936
- 1943 : Coulé par un bombardement anglais alors qu'il servait encore de ponton à flot dans l'arrière port de Lorient

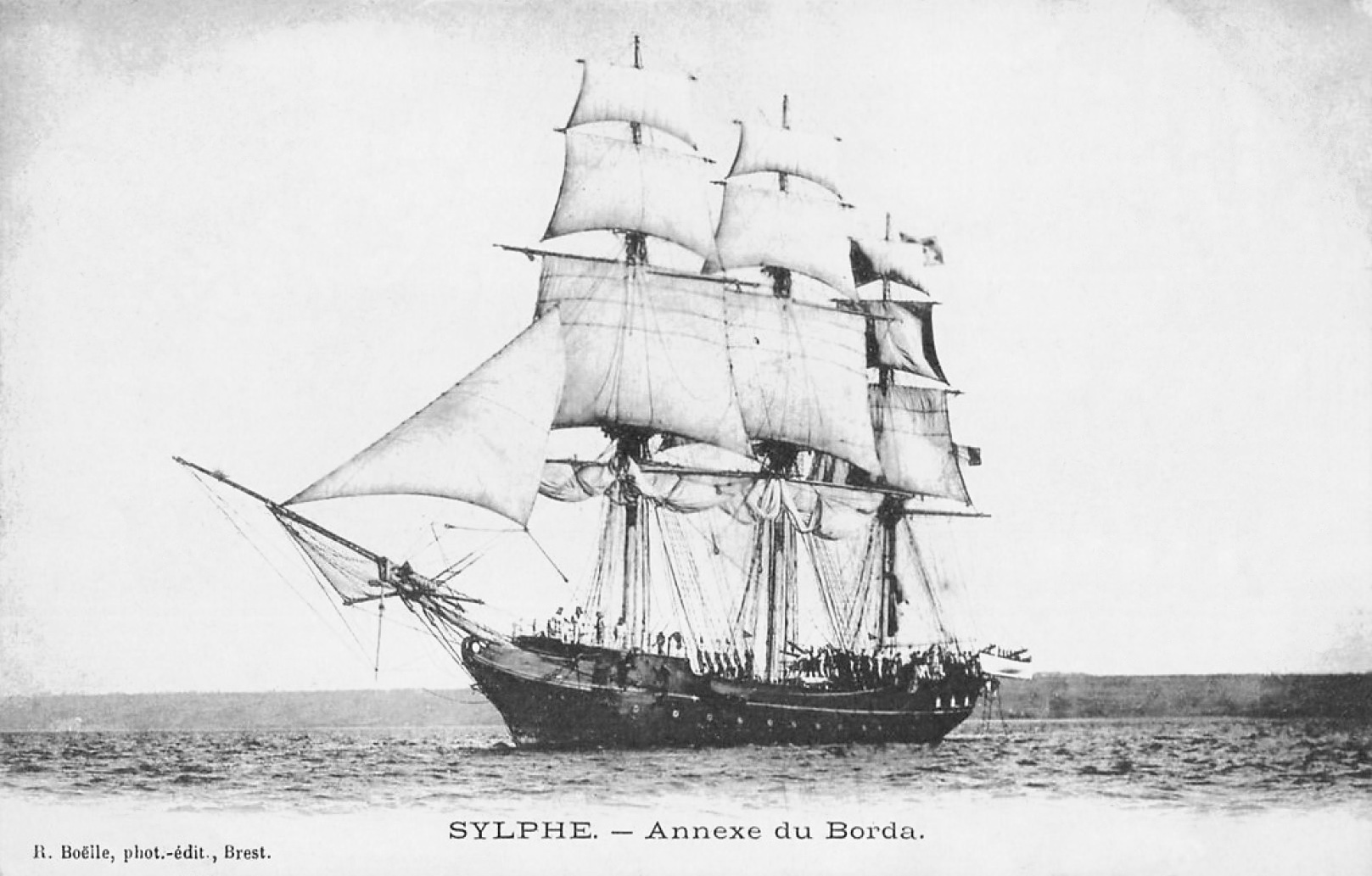
Sylphe en rade de Brest.
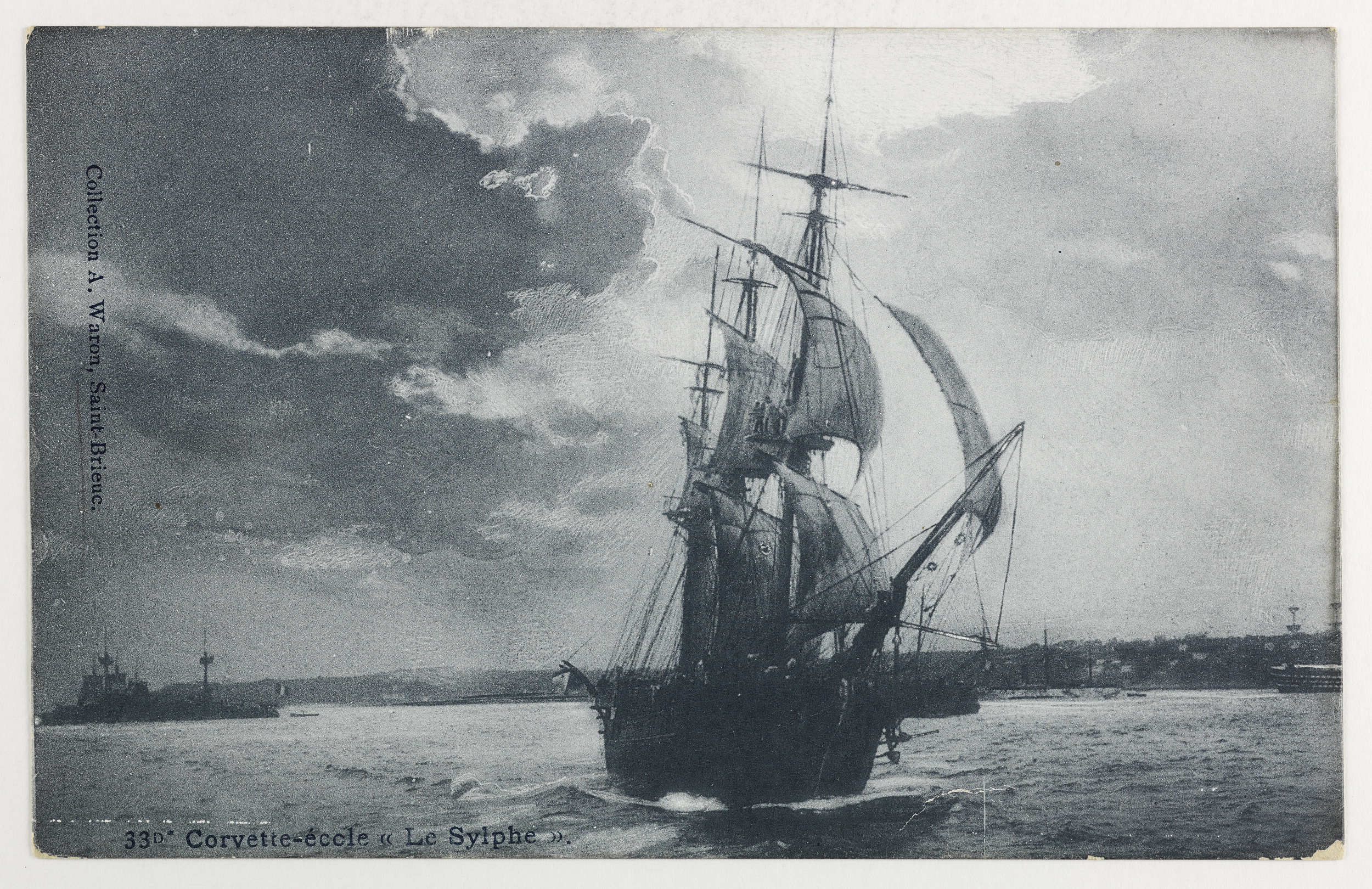
Vue de face.
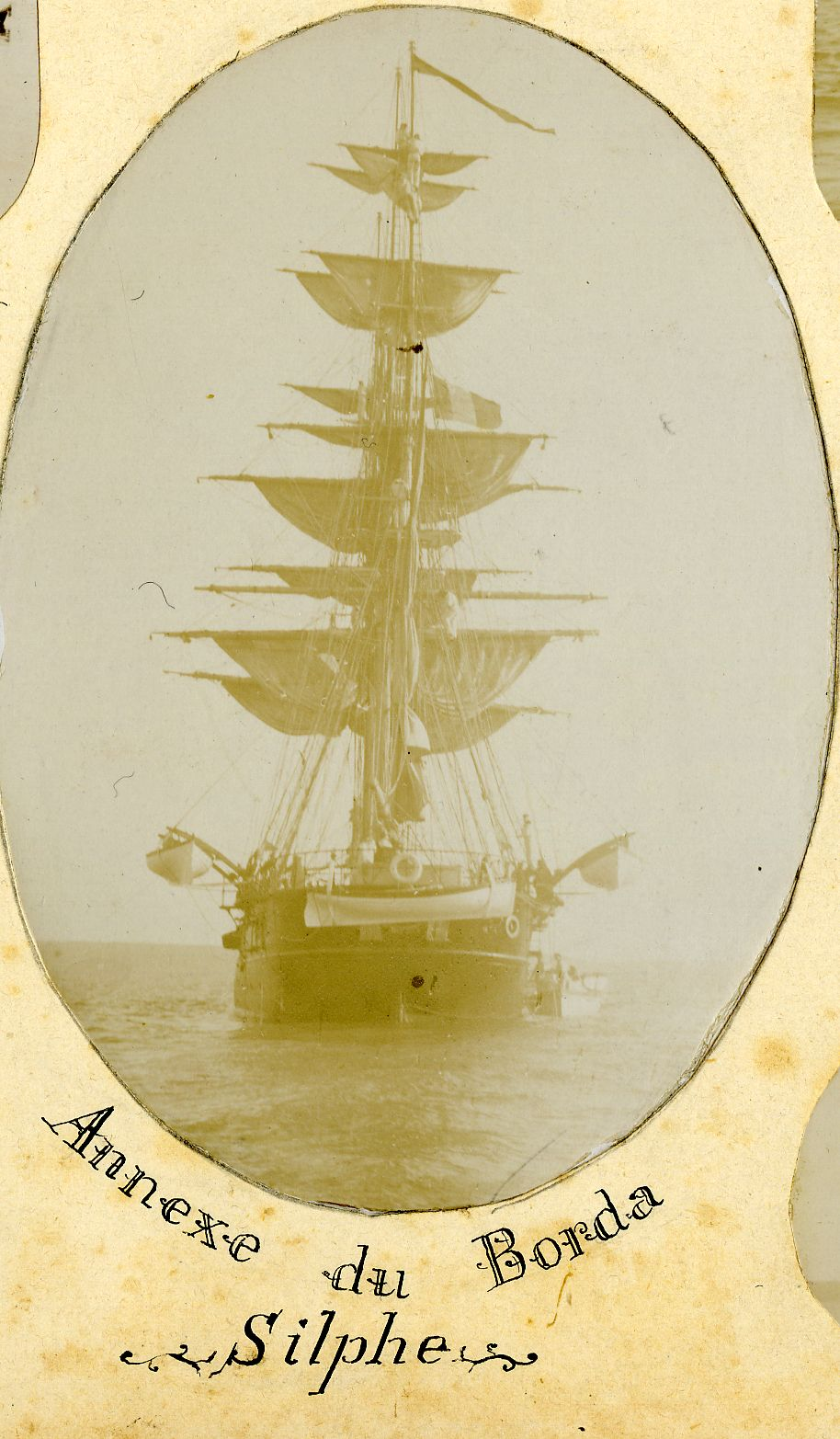
Vue de la proue.